# 大嶼山封閉道路通行許可證
大嶼山封閉道路通行許可證（英語：Lantau Closed Road Permit）是香港運輸署發給有真正需要進入大嶼山或在大嶼山通行的機動車輛用，除東涌道石門甲以北路段、北大嶼山公路、香港國際機場和東涌新市鎮的道路外，大嶼山的所有道路皆屬封閉道路。2000年4月1日，共有3277輛車輛獲發許可證。

## 外部連結
- 大嶼山封閉道路通行許可證（页面存档备份，存于）

1. ↑  .   [2023-11-18]. （原始内容存档于2022-12-14）.